# زوجة

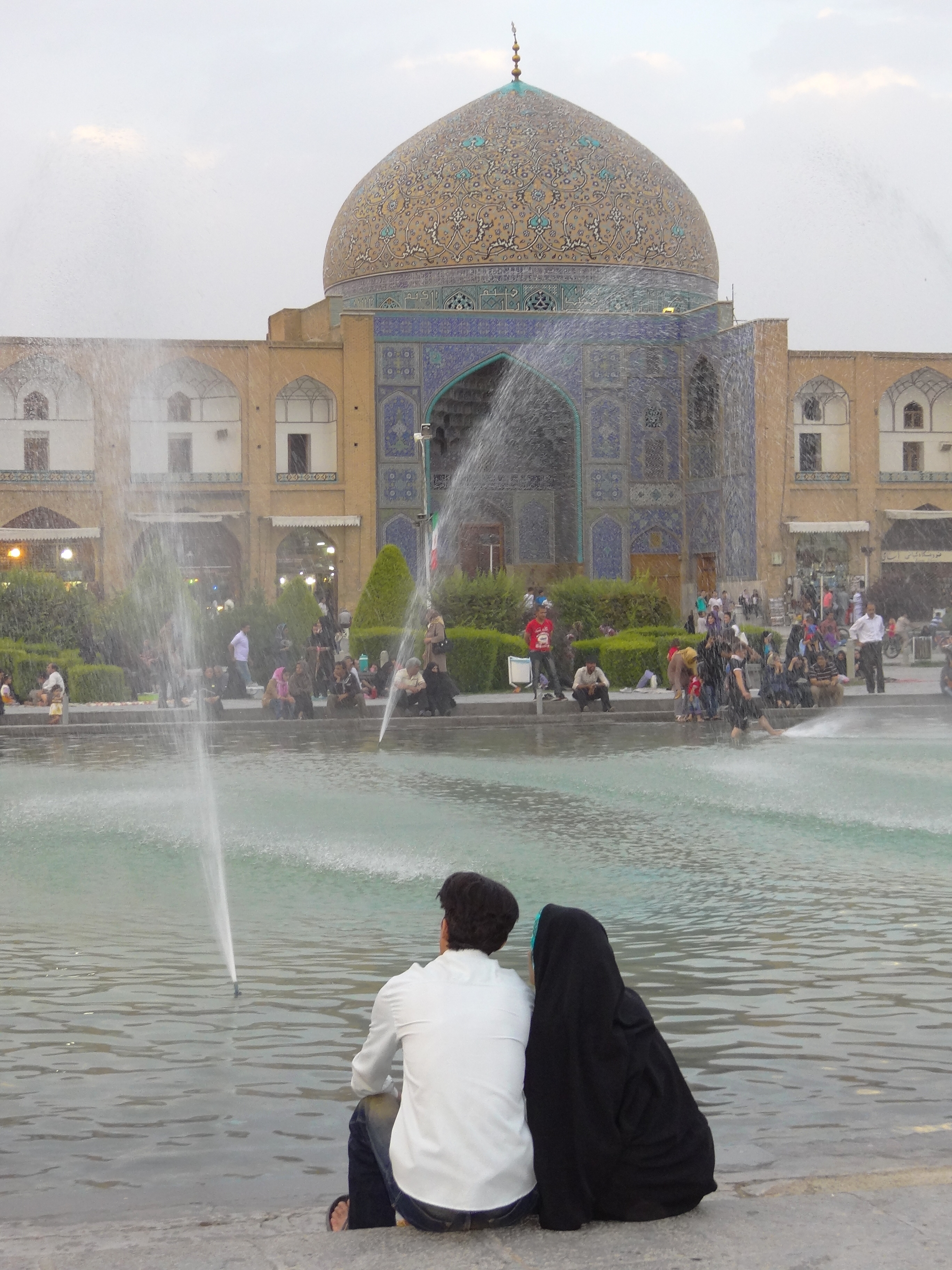
زوج وزوجة في ساحة نقش جهان

الزَّوجة أو العَقِيلة أو القرِينة هي النصف الآخر لبناء الأسرة، وهي الأنثى التي هيأت للانجاب. وهي شريكة حياة الزوج.قانونيا لا تسمى المرأة زوجة لفلان وفلان زوجا لفلانة إلا إذا تم عقد زواج رسمي بينهما في الأطر القانونية المعترف بها في بلد الزواج. ويعتبر أي ارتباط بين رجل وامرأة زواجا ولو لم يتم الاعتراف به من قبل الجهات الرسمية. وهذا العقد يحمل كلا الطرفين واجبات ومسؤوليات مادية ومعنوية كل تجاه الآخر، حيث من واجبات الرجل إعالة الزوجة والأبناء. وفسخ هذا العقد يسمى طلاقا لا يتم إلا حسب إجراءات قانونية تعتمد أيضا على طبيعة عقد الزواج الأصلي. يسمى طرفي العقد زوجان، وتعرف العلاقة بينهما بالزواج.

## الاختلاف في المجتمعات

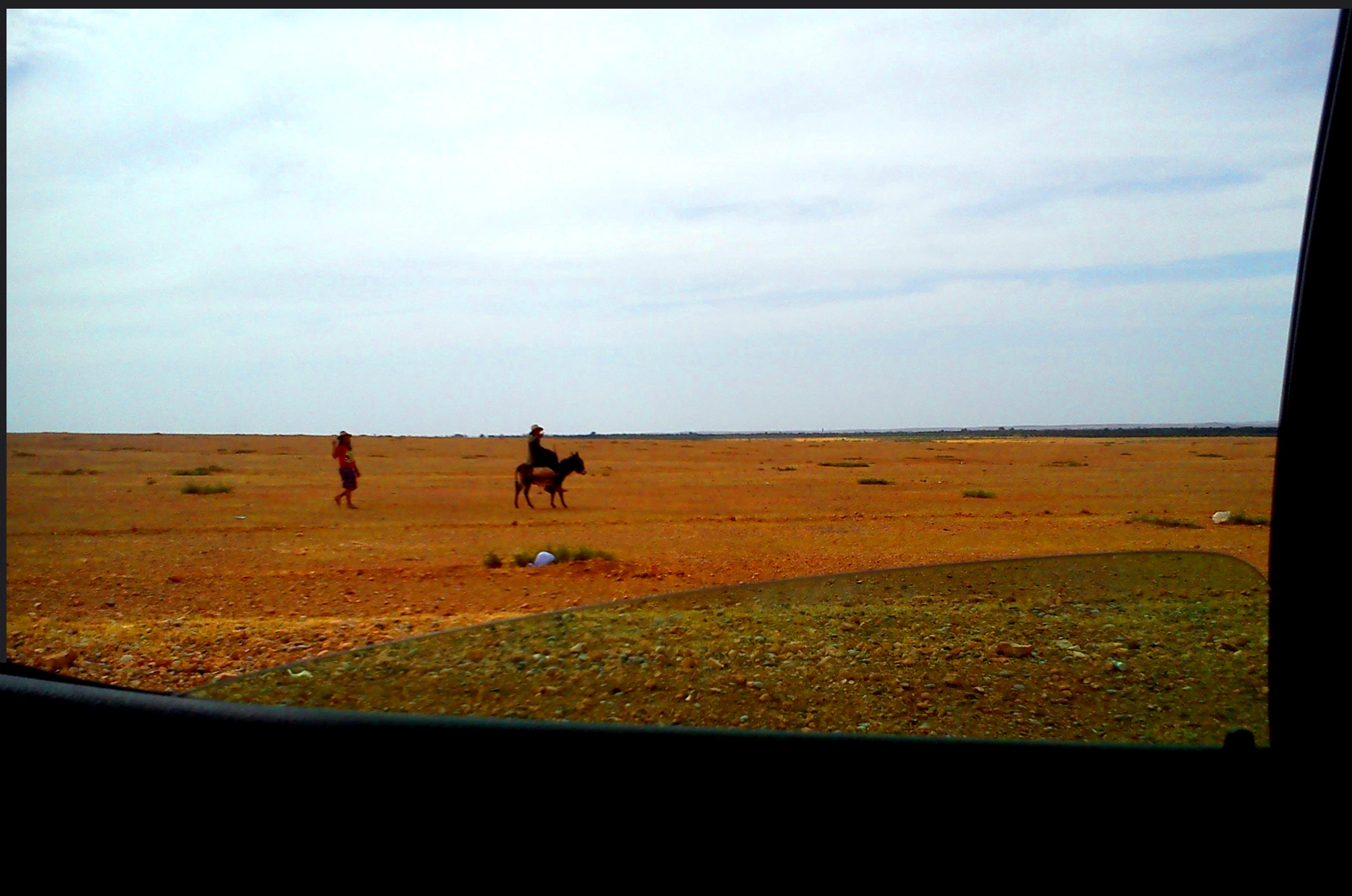
زوجان فلاحان من منطقة قروية، حيث تبدو عناية الزوج بزوجته من خلال هذا التصرف الفطري والسليم رغم الإنعزالية عن المناطق الحضرية

### في الإسلام
الزوجة لها مكانة عالية في الإسلام، بحيث يضمن لها كافة حقوقها الاجتماعية والأسرية، فمقامها الأول هو الاعتناء بمنزلها وزوجها، ومن أجل الرفع من قيمتها أثناء خطوبتها، ضمن لها الإسلام مهرًا وزفافًا يشهد به الكل، ليثبت أن الزوجين متزوجان، وللزوجة حق في طرح رأيها بكل حرية في شتى المجالات. ولها حقوقها كاملة في الإسلام.

## راجع أيضاً
- بيع الزوجة في بريطانيا
- زوج
- زواج
- تأثيرات الزواج